# Lafayette B. Mendel

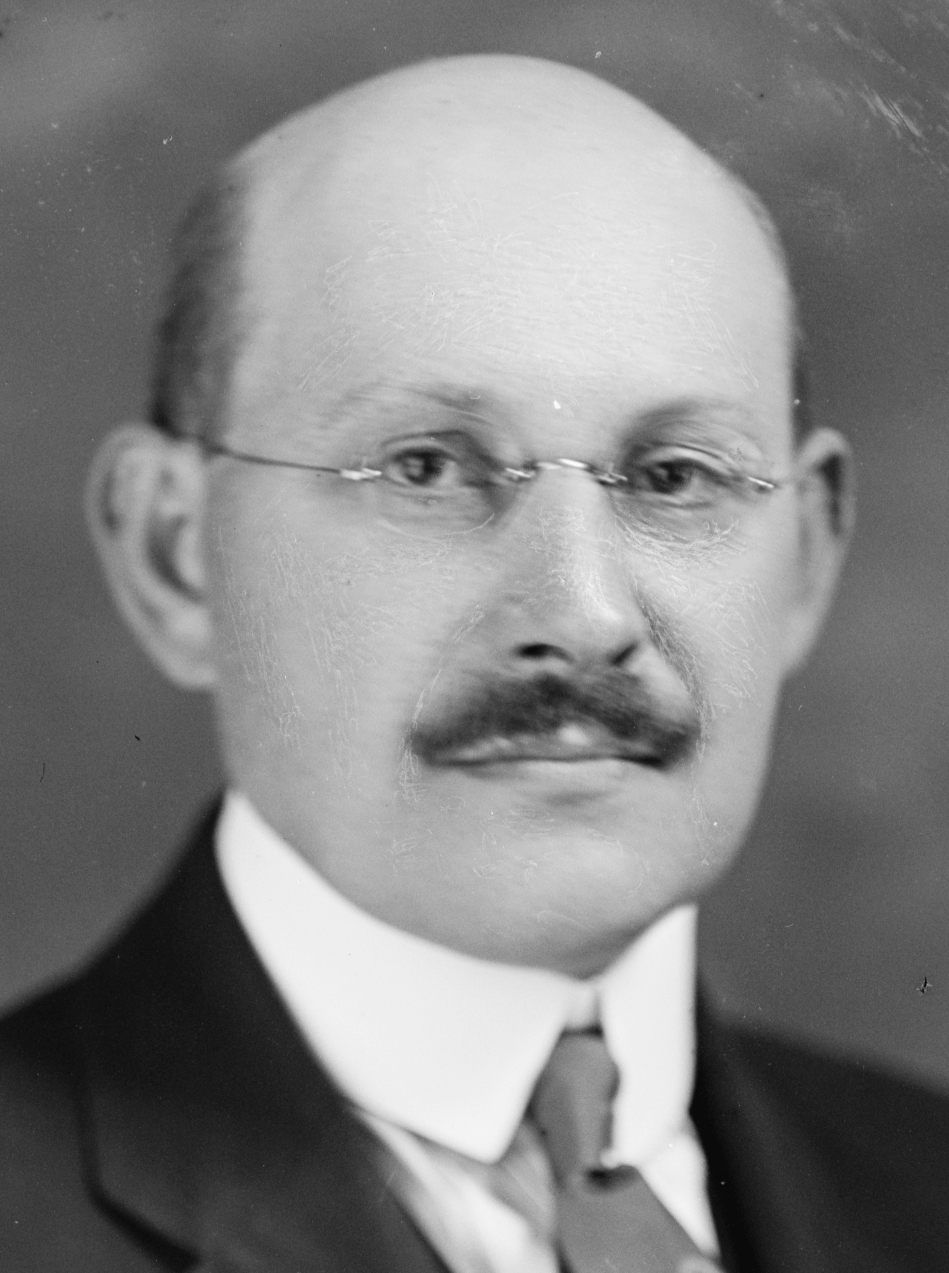
Lafayette B. Mendel

Lafayette Benedict Mendel (* 5. Februar 1872 in Delhi, New York; † 9. Dezember 1935 in New Haven, Connecticut) war ein US-amerikanischer Biochemiker. Er studierte ab 1887 an der Yale University, promovierte hier 1893 unter Russell Henry Chittenden und war ab 1903 über dreißig Jahre Professor für Physiologische Chemie an der Universität. Etwa zeitgleich mit Elmer McCollum veröffentlichten Mendel und Thomas Burr Osborne 1913 die Entdeckung des Vitamin A. Beide erforschten über zwanzig Jahre gemeinsam und unabhängig von McCollum die damals von Frederick Gowland Hopkins als accessory food factors (dt. in etwa 'Nahrungszusatzfaktoren') bezeichneten Stoffe.

## Leben

### Jugend und Studium
Lafayette B. Mendel kam 1872 als Sohn deutscher Immigranten in Delhi im Bundesstaat New York zur Welt. Sein Vater Benedict Mendel, geboren 1833 in Aufhausen, kam 1851 in die Vereinigten Staaten und ließ sich in Delhi nieder. Seine Mutter Pauline Ullman war 1844 in Eschenau geboren und kam 1870 in die USA, wo sie im selben Jahr Benedict Mendel heiratete. Lafayette B. Mendel hatte noch einen jüngeren Bruder, der aber 1901 verstarb. Seine Schulausbildung erhielt an der staatlichen Delaware Academy in Delhi. 1887 legte er den Eignungstest für das Yale College ab und gewann zudem ein staatliches Stipendium. 1891 machte er als jüngster seiner Klasse den Abschluss als Bachelor of Arts. Er ging dann an die Sheffield Scientific School der Yale University, wo er schon nach zwei Jahren 1893 in Physiologischer Chemie unter Russell Henry Chittenden promovierte.

### Professor und Forschung an der Yale University

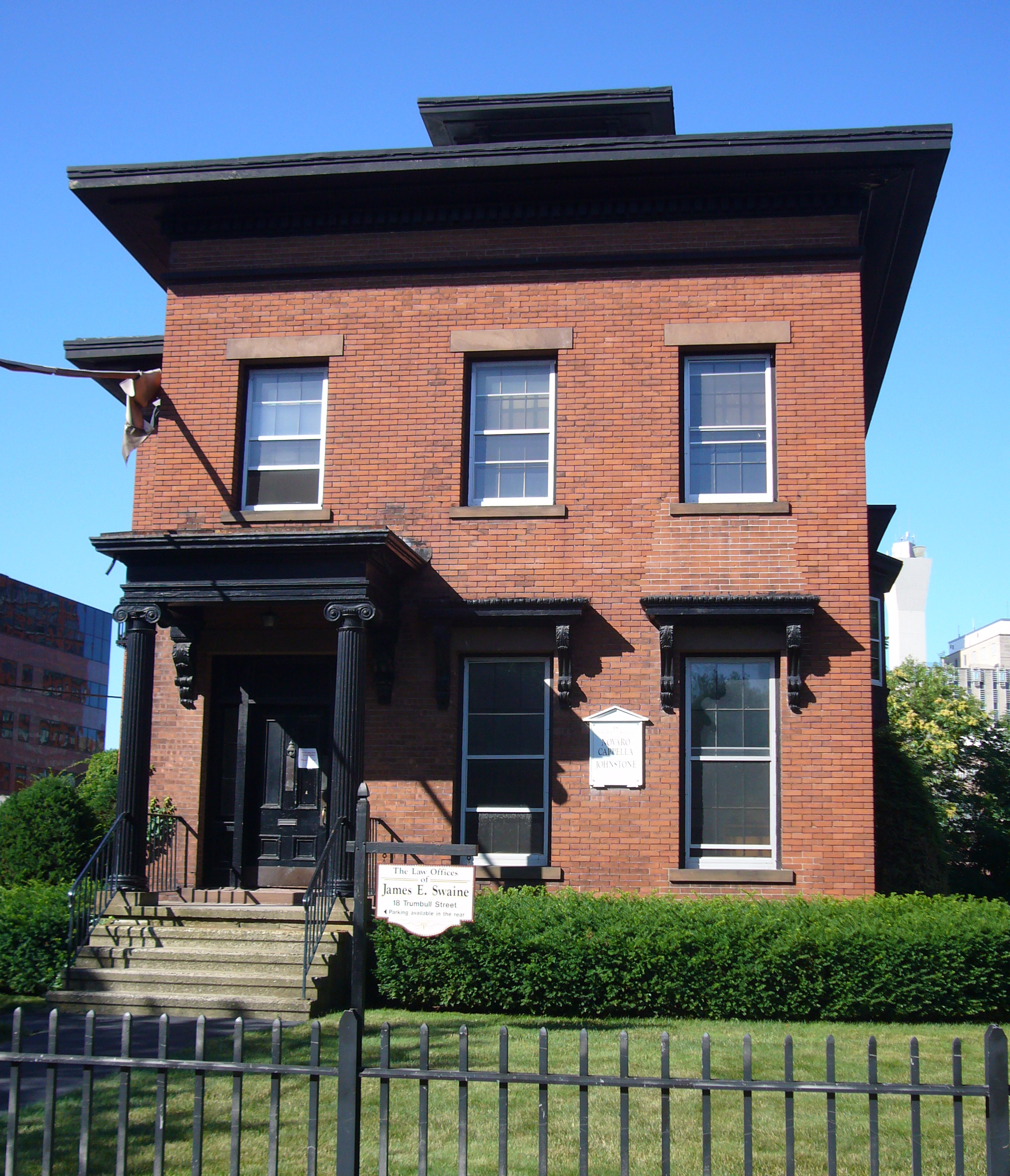
Lafayette B. Mendel House in New Haven, Connecticut. In dem 1858 von Henry Austin erbauten Haus lebte Mendel von 1900 bis 1924, seit 1976 National Historic Landmark.

Nach seiner Promotion wurde er Assistent in Chittendens Laboratory of Physiological Chemistry, war zwischen 1895 und 1896 zu Studien an der Universität Breslau und der Universität Freiburg und wurde 1897 Assistenzprofessor sowie 1903 Professor an der Sheffield Scientific School der Yale University. Er wurde 1921 zum Sterling Professor of Physiological Chemistry ernannt und nach der Pensionierung von Chittendens 1922 Direktor der Fakultät, an der er bis zu seinem Tode 1935 über vierzig Jahre wirkte. Es studierten über 300 Studenten unter Mendel, von denen 92 bei ihm promovierten, darunter Icie Macy Hoobler und Florence B. Seibert.
Seine Forschungen konzentrierten sich in den Anfangsjahren auf die chemischen Prozesse der Verdauung von Proteinen, Fetten und Kohlenhydraten. 1909 begann er eine zwanzigjährige Zusammenarbeit mit Thomas Burr Osborne von der Connecticut Agricultural Experiment Station, der sich hauptsächlich mit pflanzlichen Proteinen beschäftigte, im Speziellen mit Getreideproteinen wie Gliadin und Zein, die nach ihrer Löslichkeit in die nach im benannten Osborne-Fraktionen eingeteilt werden. Osborne und Mendel untersuchten in Tierversuchen mit Albinoratten den Einfluss von unterschiedlichen isolierten Proteinen auf Wachstum und Entwicklung von Jungtieren sowie auf die Gesundheit von ausgewachsenen Ratten. Die Versuche zeigten, dass einige Aminosäuren essentiell für das Überleben sind und mit der Nahrung aufgenommen werden müssen, wobei andere nur entscheidend beim Wachstum von Jungtieren sind.

### Entdeckung des Vitamin A
Weiterhin zeigten die Versuche, dass es bei der ausschließlichen Ernährung von Jungtieren mit Proteinextrakten, Zucker, Stärke und Schweinefett zu einem eingeschränkten Wachstum kam, sie sich aber bei der Zugabe von Milchpulver oder Butter voll entwickelten. Auch spezielles proteinfreies Milchpulver führte zu mangelnder Entwicklung und Vergleiche zwischen dem normalen und dem proteinfreien Milchpulver zeigten, dass letzterem auch das Milchfett fehlte. Osborne und Mendel schlossen daraus, dass in der Milch neben den Proteinen ein weiterer Stoff enthalten sein muss, der für das Wachstum essentiell ist. Diese Erkenntnis führte schließlich zeitgleich mit Elmer McCollum und Marguerite Davis zur Entdeckung des fettlöslichen Faktors A, der später Vitamin A genannt wurde. McCollum hatte drei Wochen vor Osborne und Mendel die Ergebnisse ähnlicher Studien im selben Journal eingereicht und war zum selben Schluss gekommen.
In der Folgezeit extrahierten Osborne und Mendel aus Butter, Eigelb und Dorschleber ein gelbliches Öl, das aus Olivenöl oder Schweinefett nicht zu erhalten war. In den 1930er Jahren konnte dann von anderen Wissenschaftlern gezeigt werden, dass es sich bei dem gelblichen Farbstoff um β-Carotin handelt, einer Vorstufe von Vitamin A (Retinol). Bis zum Tod von Osborne 1929 untersuchten sie eine Vielzahl von pflanzlichen und tierischen Nahrungsmitteln auf ihren Gehalt an dem fettlöslichen Vitamin A sowie auch an wasserlöslichem Vitamin B.

### Familie
Lafayette B. Mendel heiratete am 19. Juli 1917 Alice R. Friend, eine Absolventin der University of Wisconsin, die ihn in seiner Arbeit unterstützte und mit der er eine glückliche Ehe führte; sie hatten keine Kinder. Nach langer Krankheit verstarb Mendel am 9. Dezember 1935. Erschöpft von den mentalen und physischen Belastungen durch die Krankheit ihres Mannes, verstarb Alice R. Friend wenige Wochen zuvor.

## Auszeichnungen
- 1913: Mitglied der National Academy of Sciences[9]
- 1925: Mitglied der Leopoldina.[10]
- 1927: Gold Medal und Fellowship des American Institute of Chemists[11]
- 1930: Mitglied der American Academy of Arts and Sciences[12]
- 1935: Conné Medal des Chemist’s Club of New York

## Werke (Auswahl)
- Childhood and Growth. F.A. Stokes, New York 1905.
- Changes in the Food Supply and their Relation to Nutrition. Yale University Press, New Haven 1916.
- Nutrition: the Chemistry of Life. Yale University Press, New Haven 1923.
- Vitamins; a symposium on the present status of the knowledge of vitamins. American Medical Association, Chicago 1932.